# Aoplus improvidus
Aoplus improvidus är en stekelart som först beskrevs av Smith 1874.  Aoplus improvidus ingår i släktet Aoplus och familjen brokparasitsteklar. Inga underarter finns listade i Catalogue of Life.